# 아프가니스탄 국민연대당
아프가니스탄 국민연대당(-國民連帶黨, حزب پيوند ملی افغانستان)는 2005년 11월 18일을 기하여 창당되어 현재에 이르고 있는 현재 아프가니스탄의 중도보수주의 정당이다. 중도보수주의를 표방하는 이 정당에서는 하미드 카르자이·아슈라프 가니 등을 비롯한 역대 무소속 출신의 아프가니스탄 대통령들을 비판하고 있다.

## 같이 보기
- 이슬람 민주주의 정당 목록